# Barigauer Turm
Der Barigauer Turm ist ein Aussichtsturm mit angrenzender Gaststätte auf der Barigauer Höhe unweit von Barigau, einem Ortsteil von Königsee im Landkreis Saalfeld-Rudolstadt in Thüringen.

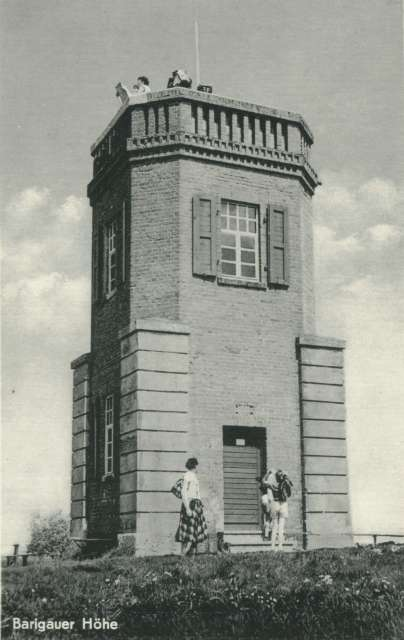
Barigauer Turm 1912–1957

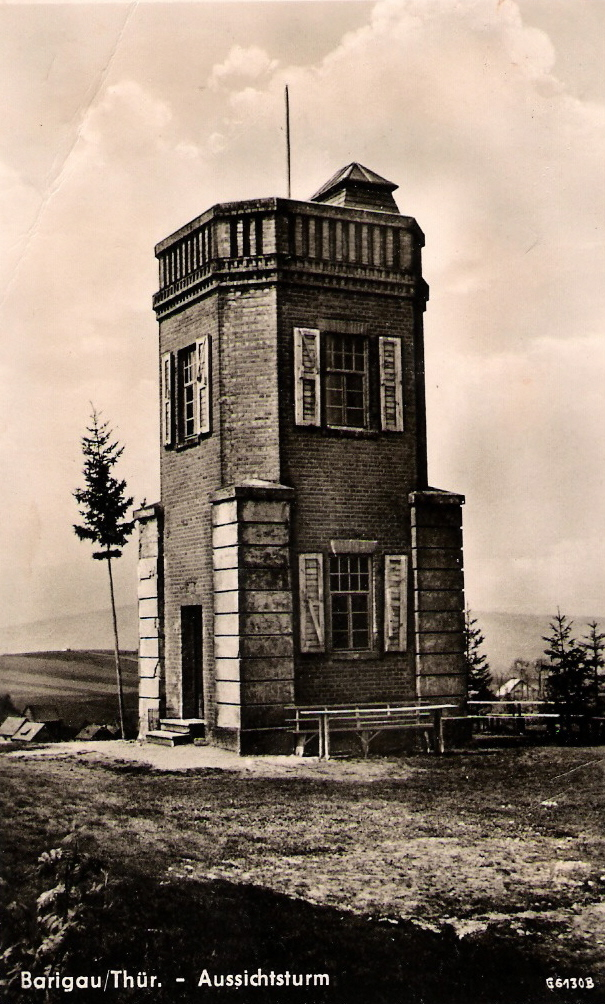
Barigauer Turm 1912–1957

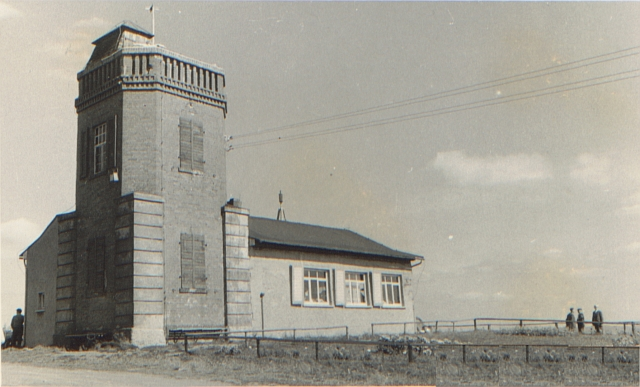
Barigauer Turm 1959

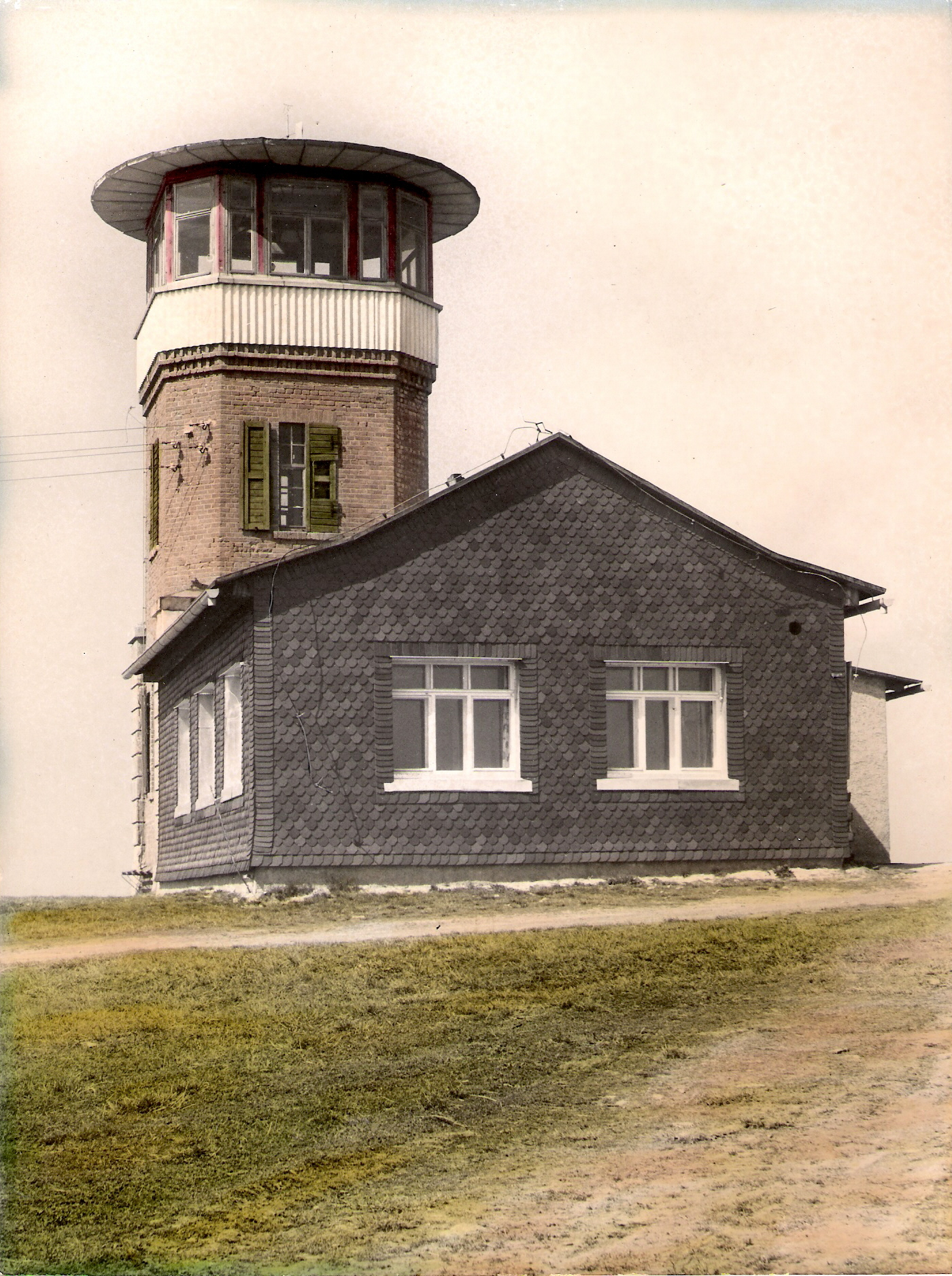
Barigauer Turm ab 1960

## Geschichte
Aus dem Thüringerwald-Verein ging 1911 der Zweigverein „Zur Barigauer Höhe“ hervor, welcher offiziell am 29. März 1911 gegründet wurde. Dieser Verein machte es sich zum Ziel auf der Barigauer Höhe eine massive Schutzhütte zu errichten. Das notwendige Genehmigungsverfahren wurde vom damaligen Barigauer Gemeindevorsteher Lange im April 1912 eingereicht. Am 19. Juni 1912 wurde eine Bauzeichnung, welche von dem Maurermeister Hilmar Abicht aus Unterweißbach im Auftrag des Thüringerwald-Zweigvereins „Zur Barigauer Höhe“ erstellt wurde im zuständigen Amt in Königsee abgegeben. Diese Zeichnung wird im Thüringer Staatsarchiv in Rudolstadt aufbewahrt. Sie war die Grundlage für den 9 m hohen Aussichtsturm mit den Grundmaßen 4,52 × 4,52 m.
Am 8. Juli 1912 erfolgte die Rückgabe der vom Fürstlichen Landrat Dr. Sattler genehmigten Bauzeichnung an den Gemeindevorstand in Barigau. Am gleichen Tag fand auf der Barigauer Höhe die Grundsteinlegung statt, dabei wurde eine versiegelte Urkunde eingemauert. Die Bauüberwachung wurde dem Fürstlichen Gendarm Stroh in Herschdorf übertragen. Bereits am 10. August 1912 meldete der Gendarm Stroh „gehorsamst zurück“… „dass der Bau konsensmäßig ausgeführt worden ist“. Somit betrug die Bauzeit nur einen reichlichen Monat, mit einem  Kostenaufwand von 2.700 M. Der Thüringerwald-Verein Eisenach belobigte in einer Festveranstaltung den Maurer und Ofensetzer Magnus Oberländer aus Barigau als einen der Hauptinitiatoren des Turmbaues.
Zitat Festveranstaltung Thüringerwald-Verein:
„Im August dieses Jahres fand die Einweihung des Aussichtsturmes auf der 665 Meter hohen Barigauer Höhe statt. Damit wird von neuem auf einen Aussichtspunkt von besonderer Schönheit aufmerksam gemacht. Man sieht von der Barigauer Höhe 43 Dörfer, Städte, Aussichtstürme und bekannte Bergkuppen, unter anderem die Leuchtenburg in Seitenroda, den Kulm (Saalfeld), den Baropturm bei Keilhau, das Tonndorfer Schloss bei Kranichfeld, die Ruine bei Ehrenstein, den Steiger bei Erfurt, die drei Gleichen bei Arnstadt, den Schneekopf, Ilmenau, Langewiesen, die Karl-Eduard-Warte bei Elgersburg, Gehren, den Langen Berg mit dem neuen Günther-Marienturm, Großbreitenbach, Masserberg, Wurzelberg bei Katzhütte, Meuselbach, Cursdorf, Meuselbacher Kuppe, Fröbelturm bei Oberweißbach, Neuhaus, die Meuraberge, Braunsdorf.“
„Die Entfernung der Barigauer Höhe beträgt von Gehren 2 Stunden, von Königsee 1 Stunde, von Schwarzburg 1 ½ Stunde, von Sitzendorf 1 ¼ Std., von Mellenbach ¾ Stunden.“
Ein Vertrag vom 17. Februar 1938 besagt, dass der Thüringerwald-Verein Eigentümer des Grundstückes „Nr. 183/1081, der lange Darm am Heinberge 5, mit 46a Ackerland; 0,22a Hofstelle mit Aussichtsturm zur Barigauer Höhe“ ist. Im Zuge dessen finanzierte der Verein die grundhafte Sanierung des sehr heruntergekommenen Turmes durch das Baugeschäft Otto Küfner aus Königsee. Für die Reparaturen wurden 239,62 RM veranschlagt.
Nach Ende des Zweiten Weltkrieges wurde das Turmgebäude durch einen Blitzschlag in Mitleidenschaft gezogen, außerdem wurden sämtliche Holzgegenstände wie Fenster und Türen von der Not leidenden Bevölkerung als Feuermaterial genutzt, sodass vom Turmgebäude nur mehr die äußere Hülle stand. Zwischen 1946 und 1949 fanden sich einige heimatverbundene Bürger zusammen, um eine provisorische Gaststätte zu errichten. Nach dem Zusammenschluss der Ortschaften Oberhain, Barigau, Unterhain und Mankenbach zu einer Großgemeinde übereignete der Thüringerwald-Verein, auf Initiative des Barigauer Bürgermeisters der Gemeinde am 1. April 1950 den Barigauer Turm, der in der Zeit nach dem Krieg keine Nutzung fand. Seit dem 1. Januar 1951 ist die Gemeinde Oberhain als Rechtsträger im Grundbuchamt eingetragen. Da die Mittel zur Sanierung in der Gemeindekasse fehlten, spendeten die Bürger der Gemeine 3.000 Mark für die Aufbauarbeiten im Jahre 1953.
Bereits 1954 konnte der Turm von Besuchern wieder bestiegen werden. Zu dieser Zeit betrieb der erste Turmwirt Fritz Rusch bereits aus dem Turm heraus eine kleine Verkaufsstelle. Als Lager wurde der Turmaufgang genutzt. 1957 wurde vom Rat der Gemeinde Oberhain auf Initiative vieler Bürger der Anbau einer Gaststätte beschlossen. Den Anträgen wurde eine Bauzeichnung von Horst Grauel aus Oberhain beigefügt. Sie zeigt den Aufenthaltsraum und einen Küchen- und Toilettenanbau. Zum Aufbau stellten die einheimischen Bauern 8.000 Mark zur Verfügung. Noch im Jahr 1957 wurde mit dem Anbau begonnen. Durch 2.644 freiwillig geleistete Arbeitsstunden der Einwohner der Gemeinde Oberhain gelang im Juni 1959 die Fertigstellung der Gaststätte mit 35 Sitzplätzen.
Unter anderem durch die Initiative des vorsitzenden des Rates des Kreises, Jürgen Heinze erhielt der Turm 1960 eine überdachte Kuppel und eine Rundum-Verglasung. Seit dem Anfang der 1960er Jahre wurde weiter am Ausbau des Geländes gearbeitet. So entstand beispielsweise 1964–1965 die Anbindung des Gebäudes an die öffentliche Wasserversorgung. 1968 baute man ein Nebengebäude als Unterkunft der Turmwirte, dieser Bungalow wurde zwei Jahre später um eine Garage erweitert und an die Wasserversorgung angeschlossen.
Im Jahre 1974 gründete sich der „Freundeskreis Barigauer Turm“ unter dem Vorsitz von Horst Grauel offiziell. Durch die Errichtung einer neuen Freilichtbühne, einer feststehenden Tanzdiele, einer transportablen Schießbude und einer Kegelbahn war es möglich das Gelände kulturell besser zu nutzen. Schließlich ist die Barigauer Höhe die höchste Erhebung im damaligen Kreis Rudolstadt. 1976 fand das erste „Turmfest“ unter der Leitung des „Freundeskreises Barigauer Turm“ statt. Am 1. Juli 1982 beschloss der Rat des Kreises Rudolstadt dem Barigauer Turm den Status eines Denkmals zu verleihen.
In den Jahren 1982 bis 1986 wurde der Turm völlig umgebaut. Im Zuge der Gaststättenerweiterung auf 60 Sitzplätze im Jahre 1983 erfolgte eine Teilunterkellerung und ein neuer Turmaufgang entstand. Weiterhin entstanden eine moderne Küche und Toilettenanlagen sowie ein Clubraum mit 25 Plätzen. Allein der Innenausbau der Gaststätte hatte einen Wert von 16000 M. In den 1980er Jahren wurden von den Freunden des Turmes Werte von insgesamt 145.000 Mark geschaffen, bei über 2000 geleisteten Arbeitsstunden.
Seit 1986 führt das Ehepaar Gunhild und Manfred Wölk aus Königsee die Gaststätte. Im Jahre 1990 entwickelte sich aus dem „Freundeskreis Barigauer Turm“ der „Thüringer Traditionsverein Oberhain e.V.“ (TTVO e.V.). Dieser organisierte auch das 14. Turmfest als erstes nach der politischen Wende. In den nächsten Jahren galt das Augenmerk des neu gegründeten Vereins, der umgangssprachlich nur als „Turmverein“ bezeichnet wird, dem Aus- und Umbau der Räume, so wurde 1990 unter anderem der elektrische Anschluss der Bühne erneuert. 1992 wurden die Turmkuppel und die Fenster im Turm sowie der Turmaufgang erneuert. Weiterhin feierte man 1992 80 Jahre Barigauer Turm. Damals wurde eine Chronik ausgearbeitet und im Turmaufgang präsentiert. 1993 erfolgte die Sanierung der Küche und der Heizung in der Gaststätte. 1994 wurde das Dach des Nebengebäudes erneuert und ein Wasseranschluss in den hinter der Bühne befindlichen Umkleideraum verlegt, welcher nun als Vereinsraum genutzt wurde. Im Jahr 1995 brachten Mitglieder des Vereins Richtungs- und Entfernungstafeln in der Turmkuppel an. Die Bühne, Tanzfläche und Kegelbahn wurden im Jahr 1996 betoniert.
Auch in der jüngeren Vergangenheit kümmerten sich die Mitglieder des Vereines ehrenamtlich um die Erhaltung des Geländes, sie wurden hierbei von der Gemeinde Oberhain mit Arbeitskräften- und Gerät unterstützt. Nicht nur durch seine exponierte Lage, sondern vor allem durch die Initiative der aktuellen Turmwirte gilt das Gelände auch als beliebter Anlaufpunkt für Rad- und Wohnmobilfahrer.
Die Veranstalter des Turmfestes haben in den letzten Jahren mit sinkenden Besuchszahlen zu kämpfen. Auch die Mitgliederzahl im Verein ist stetig rückläufig. So fand im Jahr 2011 erstmals kein Turmfest statt. Vom 9. bis zum 12. August 2012 feierte die Gemeinde Oberhain, unterstützt von allen ansässigen Vereinen mit vielen Besuchern das 100. Jubiläum zur Erbauung des Barigauer Turmes. Ende des Jahres 2012 hat sich der Thüringer Traditionsverein Oberhain e.V. aufgelöst.

### Turmwirte
1. Fritz Rusch
2. Kurt Buttke
3. Gerd Buttke
4. Hanno Ring, Arno Paschold
5. Hr. Burkhardt
6. Hans Marx
7. Peter Thiele, Otto Köhler
8. Arno Erdmann
9. Rainer Szameidat und Frau
10. Heidi und Heinrich Heinritz
11. Hr. Pohl mit Frau
12. Hans Schulze
13. Klaus und Marion Hütter
14. Sonja und Rainer Lilienthal
15. Volkmar Lichtenheldt
16. Gunhild und Manfred Wölk
17. Ina und Tino Hoffmann
18. Ronny Nöller
19. Christina Stephan und Thomas Osadczuk